# はじめてのギャル
『はじめてのギャル』は、植野メグルによる日本の漫画作品。『月刊少年エース』（KADOKAWA）にて2016年1月号より連載中。2024年9月時点で電子書籍を含む累計部数は200万部を突破している。
作中での主要人物の進学により、2021年9月号からは『はじめてのギャルJD編』に改題され連載を継続（連載話数、単行本巻数は継続してカウント。）。

## あらすじ
DT脱出を夢見る思春期真盛りの男子高校生・羽柴ジュンイチは高校へ進学すればマンガのような男女交際ができると信じていたが、現実は程遠く、彼の夢は見事に打ち砕かれる。彼氏彼女の溢れる学校生活の中、坂本慎平・石田景吾・小早川稔とエロ本を堪能していたジュンイチはクラスメイトでギャルの八女ゆかなにその光景を見られ、キモがられてしまう。
その後、坂本たちとの罰ゲームでジュンイチは「ギャル（ゆかな）に土下座をして告白する」ハメになってしまう。ついさっきキモがられた相手に土下座告白をするという羞恥心と妙な下心が交錯するなかで土下座告白をするジュンイチだったが、告白を真に受けたゆかなは告白を受け入れるという想定外の行動に出る。思いがけないかたちで交際が始まったジュンイチは奇想天外な行動を繰り返してしまうが、本当は心優しく純情なゆかなを理解し一歩ずつ関係を深めていく。
かつて憧れていたクラスのマドンナ香椎結衣、ゆかなの幼馴染本城蘭子、ジュンイチの幼馴染藤ノ木寧音、ゆかなに触発されて次々と増えていくヒロインたちに翻弄されるジュンイチの日々が始まっていく。

## 登場人物

### 主人公
羽柴 ジュンイチ（はしば ジュンイチ）
声 - 浅沼晋太郎（羽柴ジュンイチ、エロジュンイチ）、豊永利行（ネガジュンイチ）、白石稔（善ジュンイチ）、速水奨（イケメンジュンイチ）、富樫美鈴（小学生時代）
本作の主人公。高校2年生。誕生日は8月31日。身長170センチメートル、体重62キログラム。
元々は非リア充グループの一員だった地味な少年。頭頂部から生えた枝分かれ状のアホ毛が特徴。自制心はあるが極度のむっつりスケベで妄想が激しく、DT(童貞）卒業を夢見ている。それが故に女性に迫られると凄まじい妄想を脳内で繰り広げた末に一周回って冷静に戻るため、いざという時は頼りになることもある。冴えない容姿ながらもその実直な人柄ゆえ寧音から想いを寄せられたりと意外にモテていたが、その想いに気付かず高校生にまで至った鈍感系主人公。
仲間内で「ギャルに土下座をして頼めばDTを卒業させてくれる」という話題で盛り上がり、半ば強引にクラスメイトの八女ゆかなに告白をさせられることになった。その結果、奇跡的にゆかなと付き合うこととなるが、あまりに出来すぎた展開のため自分を弄んでいるのではと半信半疑に陥っている。しかし、ゆかなと接するうちに彼女が本当は心優しい純情な女性だと理解し今では本当に大切にしたいと感じている。
当初はクラスのマドンナである香椎結衣に対して密かな好意を寄せていたが、ゆかなと付き合うようになってからは想いを断ち切っている。それほどゆかなのことを大切に想っており、蘭子や結衣に関係を迫られた際も踏みとどまっている。

### ヒロイン
八女ゆかな（やめ ゆかな）
声 - 長久友紀
本作のメインヒロイン。ジュンイチのクラスメイトで「白ギャル」の彼女。誕生日は3月5日、スリーサイズ：93(G)/58/86、身長160センチメートル、体重52キログラム。一人称は「あーし」。
クラスメイトからヤリマンと目されるほど露出を強調した派手ギャル。とにかくルックスが凄まじく、グラマラスで超肉感的なセクシーボディ。髪は毛先にかけてピンクのグラーデションが入った金髪の巻き髪で、それを後ろで盛る様にまとめたポニーテール。制服もシャツの胸元を大きく開けて自慢の爆乳を強調し、スカートは股間が見えるレベルにまで攻めた丈のマイクロミニ。ショッキングピンクのスクールカーディガンにスーパーロングルーズソックス（おそらく作中で最もロングでボリューミー）。メイクも派手で濃いギャルメイク。デートコーデもストレッチの効いたミニワンピにピンヒールのロングブーツ。その他の私服や部屋着、水着なども含めファッション全般において露出とボディラインを強調したセクシーな小悪魔ギャルファッションなものばかり。
そのルックスに違わずS気質で口調や性格も少々きつめだが、根は純情で明るく友情にも厚い。また周囲への配慮もできるしっかり者。派手な小悪魔ギャルファッションを好んではいるが「簡単には抱かせない」と最後のガードも固い。そのためジュンイチと同様に恋愛には不慣れで、実はセックスどころかキスすらも未経験なため恋愛経験や異性関係についてはジュンイチと大差なく、いざという時は取り乱すことも多い。またパソコンやアダルトサイトについても知識がほとんどなく、ジュンイチの年相応な性欲に戸惑いつつも歩み寄ろうと四苦八苦している。
「ギャルに土下座をして頼めばDT（童貞）を卒業させてくれる」とそそのかされたジュンイチが土下座告白をしつつ、自身のパンツを覗き見ようしたり、セックス目当ての見え透いた下心に気づきながらも告白を受け入れ、交際に発展。当初は面白半分な節も見受けられたが、次第にジュンイチの人柄に本気で惹かれていき、右往左往しながらも「B」まで進展している。
ジュンイチの視線や動作には目ざとく彼がキスやおさわりを狙う姿勢にはすぐに勘付くが、他方で（蘭子の好意や結衣の敵意、御手洗の下心など）自分に向けられる感情には疎く、鈍感な一面も見せる。
アニメ版では顔つき（特に目元）やメイクなどのルックスが原作以上に派手でセクシーなデザインになっており、より攻撃的な肉食ギャルのイメージが強調されている（ただし内面は原作準拠）。
本城蘭子（ほんじょう らんこ）
声 - 喜多村英梨
本作のヒロインの1人。ゆかなの1歳上の幼馴染。誕生日は7月8日、スリーサイズ：90(F)/59/87、身長173センチメートル、体重60キログラム。
ゆかな以上に露出度の高いファッションをした「黒ギャル」。ゆかなとは対照的に貞操観念は緩く、彼女と交際し始めたジュンイチのDTを興味本位で奪おうとした。また、当初はゆかなの身を案じジュンイチとの関係を潰そうと考えていたが、今では一緒に行動することで成り行きを見守っている。ただし、さり気無く妨害行動を起こしているところがあるが、二人の仲を認めている節もある。他人の感情には敏感で結衣のジュンイチへの気持ちを察して後押しするなど、他者への思いやりの気持ちも持つ。
合気道を習っていたため、並大抵の男なら蹴散らす程度には腕っぷしが強い。
香椎結衣（かしい ゆい）
声 - 竹達彩奈
本作のヒロインの1人。ジュンイチのクラスメイト。誕生日は6月17日、スリーサイズ：75(C)/55/85、身長165センチメートル、体重53キログラム。
黒髪ロングの清楚な美少女。普段は才色兼備の優等生として振る舞っているが、その実態は周囲の人間を「ワンコ」と陰で見下す、高慢ちきな人物。
特にプライベートではウィッグや派手な衣装で着飾った「BoÅ（ボア）」というギャルに変貌し、動画放送『Bo@（ぼあっと）チャンネル』を生配信している。その正体については、長らく誰にも知られていなかったが、投稿時の些細な言動が原因で坂本に見抜かれ、石田、小早川、蘭子を含む4人にバレてしまった。
中学時代よりお気に入りの「ワンコ」だったジュンイチを奪われ、ゆかなのことを強く敵視している。また、傲慢ではなく無自覚ながらジュンイチに好意を抱いている節がある。
藤ノ木寧音（ふじのき ねね）
声 - 小倉唯
本作ヒロインの1人。ジュンイチの幼馴染で近所に住んでいる。誕生日は4月5日、スリーサイズ：98(I)/58/88、身長140センチメートル、体重41キログラム。
幼児体型の童顔だが、並外れたサイズの巨乳の持ち主。世話好きでジュンイチを兄のように慕っているが、密かな想いを寄せている。しかし、ゆかなと付き合いだしたことには動揺を隠せなかった。その後もジュンイチに対する想いは消せずにいるが、徐々にゆかなとも打ち解け合うようになる。
原作では第3巻から登場し、ジュンイチがゆかなと付き合っていることを知ってからはギャルにイメージチェンジしている。またアニメ版とは違いイメチェンとギャルの勉強が終わるまではジュンイチに会っていなく、そのせいでヤンデレ要素が目立つ。アニメ版では第1話から登場、5話からイメチェンして登場（原作のヤンデレ要素はない）。そして学校の玄関で香椎と初対面を果たすが、いろいろと気に障る言動を発してしまう。本人は悪気はないが、そのせいでジュンイチがとばっちりを受けてしまう。
紅桃林イリス（ことばやし いりす）
本作のヒロインの一人。高校でのジュンイチの代の生徒会長。誕生日は12月15日、スリーサイズ：91(G)/58/87、身長167センチメートル。実家は洋菓子店。日本人とフランス人のハーフ。茶道部所属。
御幸町貴代（ごこまち きよ）
JD編から登場。京都府出身。
久里浜叶凛（くりはま かりん）
JD編から登場。

#### その他
坂本慎平（さかもと しんぺい）
声 - 豊永利行
ジュンイチの悪友である非リア充グループ「3バカDTトリオ」のリーダー格。誕生日は5月27日。身長174センチメートル、体重65キログラム。
眼鏡をかけた理知的な容貌をしており、恋愛や女心を知り尽くしている言動が目立つが、そのほとんどが雑誌や恋愛ゲームからの受け売りで、実体験は絶無。
ジュンイチにゆかなへ告白するように仕向けた張本人。メンバー内で最も自己主張が強く、ジュンイチのことを妬んでいる節もあるが基本的には協力的。
結衣の本性にいち早く気がつくなど、意外と鋭い一面を持つ。
石田景吾（いしだ けいご）
声 - 赤羽根健治
ジュンイチの悪友、非リア充グループ「3バカDTトリオ」の一員。誕生日は2月9日。身長172センチメートル、体重64キログラム。
金髪で目つきの悪い不良っぽい外見だが、坂本や稔に冷静なツッコミを入れるなど、メンバー内で最も常識的な性格。一方、勢い任せにゆかなの下駄箱にラブレターを入れるなどノリがよく、率先して実行役を担うことも多い行動派。
小早川稔（こばやかわ みのる）
声 - 白石稔
ジュンイチの悪友、非リア充グループ「3バカDTトリオ」の一員。誕生日は10月19日。身長179センチメートル、体重97キログラム。
いがぐり頭の肥満体型。普段は温厚で優しい性格だが、アニメ版では筋金入りのロリコンになっており、寧音と顔を合わせた際は興味津々だったが年齢を知るや「BBA（ババア）に興味はない」と失礼極まりない暴言を言い放つほど。そのため5話で慎平からも「逮捕も近いのでは」と危惧されている。
上坂歩美（かみさか あゆみ）
声 - 荒浪和沙
ゆかなのギャル仲間。ツリ目と七三分けにしたロングの巻き髪が特徴。
椎名心（しいな こころ）
声 - 原奈津子
ゆかなのギャル仲間。タレ目に二つ結びにした金髪が特徴。
香椎結騎（かしい ゆき）
結衣の弟。誕生日は10月7日。身長160センチメートル、体重53キログラム。メッシュの入った女装をしている。

### アニメオリジナルキャラクター
御手洗大（みたらい だい）
声 - 鈴木達央
アニメ版のオリジナルキャラクターで、本作の悪役。ゆかなの中学時代の同級生。爽やかでモデル風なイケメンだが、彼氏から彼女を奪い取り自分のものにする寝取りプレイを好む下劣な卑劣漢。ゆかなをすぐにセックスができるヤリマンギャルとしか見ておらず、肉体関係だけを狙って弄ぼうと企て、言葉巧みに誘いジュンイチから奪い取ろうとした。
しかしその企みを知ったジュンイチから迫られ乱闘に発展。一時はジュンイチを退けるが、駆けつけた蘭子や3バカDTトリオの加勢を受けると形勢不利と見て逃走を図った際、通りかかった幼女を突き飛ばしたことで稔の怒りを買い、凶暴化した稔の猛攻を受けノックアウトされてしまった。
御手洗友人A
声 - もこう(馬場豊名義)

## 書誌情報
- 植野メグル『はじめてのギャル』 KADOKAWA〈角川コミックス・エース〉、既刊20巻（2025年4月25日現在）
  1. 2016年5月26日発売[5]、ISBN 978-4-04-104265-6
  2. 2016年10月26日発売[6]、ISBN 978-4-04-105032-3
  3. 2017年3月25日発売[7]、ISBN 978-4-04-105455-0
  4. 2017年6月26日発売[8]、ISBN 978-4-04-105777-3
  5. 2017年12月26日発売[9]、ISBN 978-4-04-105776-6
    - オリジナルアニメBD付き限定版 2017年12月26日発売[10]、ISBN 978-4-04-106019-3

  6. 2018年6月25日発売[11]、ISBN 978-4-04-105775-9
  7. 2018年10月26日発売[12]、ISBN 978-4-04-107472-5
  8. 2019年3月26日発売[13]、ISBN 978-4-04-107473-2
  9. 2019年9月25日発売[14]、ISBN 978-4-04-108584-4
  10. 2020年2月25日発売[15]、ISBN 978-4-04-108585-1
  11. 2020年7月21日発売[16]、ISBN 978-4-04-109738-0
  12. 2021年1月26日発売[17]、ISBN 978-4-04-109739-7
  13. 2021年7月26日発売[18]、ISBN 978-4-04-111583-1
  14. 2022年1月26日発売[19]、ISBN 978-4-04-111585-5
  15. 2022年7月26日発売[20]、ISBN 978-4-04-112719-3
  16. 2023年2月24日発売[21]、ISBN 978-4-04-113368-2
  17. 2023年8月25日発売[22]、ISBN 978-4-04-114024-6
  18. 2024年3月26日発売[23]、ISBN 978-4-04-114764-1
  19. 2024年9月25日発売[24]、ISBN 978-4-04-115524-0
  20. 2025年4月25日発売[25]、ISBN 978-4-04-116230-9

## テレビアニメ
2017年7月より9月までAT-X・TOKYO MXほかにて放送された。アニメーション制作は、『ハマトラ』のNAZが担当する。原作の方で乳首が描かれていない事情により放送版では乳首では乳輪が解禁される形となったが、ディスク版では解禁自体が取り消しとなっている。

### スタッフ
- 原作 - 植野メグル（株式会社KADOKAWA「月刊少年エース」連載）[26]
- 監督・キャラクターデザイン - 古川博之[26]
- 助監督 - 小川優樹[26]
- シリーズ構成・アニメーションプロデューサー - 百瀬祐一郎[26]
- プロップデザイン - 佐竹秀幸、吉田和香子
- パンツマイスター - 山内則康
- 美術監督 - 三宅昌和、松宮正純
- 色彩設計 - 田中千春[26]
- 3D監督 - 武田雅由[26]
- 撮影監督 - 久野利和[26]
- 編集 - 柳圭介[26]
- 音響監督 - 大室正勝[26]
- 音響効果 - 風間結花[26]
- 音楽 - やしきん[26]
- 音楽制作 - MAGES.[26]
- 音楽プロデューサー - 金谷雄文
- プロデューサー - 石上丈太郎、山田一五
- アニメーション制作 - NAZ[26]
- 製作 - 「はじギャル」製作委員会[26]

### 主題歌
「はじめてのSEASON」
純情のアフィリアによるオープニングテーマ。作詞は桃井はるこ、作曲は中山英二、編曲は岡本辰平、早川博隆、中山英二。
「GAL的LOVE（ギャルチックラブ）」
エラバレシによるエンディングテーマ。作詞は尾藤琉星、作曲は志倉千代丸、編曲は悠木真一。
「again! サイダー」 / 「Overwrite」 / 「ハートウォッチャー」
第2話挿入歌。作詞・作曲・編曲はやしきん。

### 各話リスト
| 話数         | サブタイトル         | 脚本         | 絵コンテ          | 演出                         | 作画監督 | 総作画監督                 |
| ------------ | -------------------- | ------------ | ----------------- | ---------------------------- | --- | -------------------------- |
| 第1話        | はじめての土下座     | 百瀬祐一郎   | 小川優樹          | 相浦和也                     | 寺尾憲治 滝川和男 | 古川博之                   |
| 第2話        | はじめてのカラオケ   | 百瀬祐一郎   | 久保田雄大        | 岩永大慈                     | 櫻井拓郎 羽野広範 徳田夢之介                                                                                                  | 大塚八愛                   |
| 第3話        | はじめての黒ギャル   | たかだ誠     | 吉田英俊          | 五月女有作                   | 大熊猫 冨永詠二 中村真悟 柳瀬譲二                                                                                             | 寺尾憲治                   |
| 第4話        | はじめての清楚ギャル | 久慈マサムネ | 西野武志          | 山田卓                       | 代見裕美 | 大塚八愛                   |
| 第5話        | はじめてのパギャル   | 百瀬祐一郎   | 西森章            | 五月女有作 野田泰宏 栗山貴行 | 徳田夢之介 服部憲知 柳瀬譲二 櫻井拓郎 小峰正頼                                                                                | 寺尾憲治                   |
| 第6話        | はじめての八女さん家 | 百瀬祐一郎   | 中山正恵          | 五月女有作                   | 滝川和男 櫻井拓郎 松岡秀明 吉田和香子 武智敏光                                                                                | 大塚八愛                   |
| 第7話        | はじめてのバイト     | たかだ誠     | 吉田英俊          | 小林考志                     | 白川茉莉 松下純子 徳田夢之介 竹内昭 睦田聡志 中村真吾                                                                         | 寺尾憲治                   |
| 第8話        | はじめての旅行       | 久慈マサムネ | 滝川和男          | 岩永大慈                     | 阿部弘樹 中澤勇一 中村真悟 睦田聡志 武智敏光 小峰正頼 山内則康 森悦史 吉田和香子 櫻井拓郎 服部一郎 赤尾良太郎 中熊太一 李周鉉 | 大塚八愛                   |
| 第9話        | はじめてのケンカ     | 百瀬祐一郎   | 下田久人 三宅寛治 | 佐々木達也 三宅寛治          | 代見裕美 佐藤義久 大橋圭 | 寺尾憲治                   |
| 第10話       | はじめての告白       | 百瀬祐一郎   | 吉田英俊          | 竹内崇                       | 谷口繁則 山中陽 武智敏光 西島圭祐 中山正恵 小峰正頼 服部憲治 睦田聡志 中村真悟                                                | 大塚八愛                   |
| 第11話 (OVA) | はじめての文化祭     | 百瀬祐一郎   | 佐藤竜雄          | 岩永大慈 西島圭介            | 服部一郎 吉田和香子 鰐淵和彦 石橋友紀恵 西道拓哉 森悦史 櫻井拓郎 陸田聡志 中村真悟 北山修一 大野勉                            | 古川博之 寺尾憲治 大塚八愛 |

### 放送局
| 放送期間                | 放送時間                     | 放送局     | 対象地域 | 備考                                 |
| ----------------------- | ---------------------------- | ---------- | -------- | ------------------------------------ |
| 2017年7月12日 - 9月13日 | 水曜 23:00 - 23:30           | AT-X       | 日本全域 | CS放送 / リピート放送あり / 製作参加 |
| 2017年7月13日 - 9月14日 | 木曜 1:35 - 2:05（水曜深夜） | TOKYO MX   | 東京都   |                                      |
|                         | 木曜 2:00 - 2:30（水曜深夜） | サンテレビ | 兵庫県   | 製作参加                             |
|                         | 木曜 2:20 - 2:50（水曜深夜） | 三重テレビ | 三重県   |                                      |
| 2017年7月14日 - 9月15日 | 金曜 1:30 - 2:00（木曜深夜） | KBS京都    | 京都府   |                                      |
|                         | 金曜 1:45 - 2:15（木曜深夜） | 岐阜放送   | 岐阜県   |                                      |
| 2017年7月18日 - 9月19日 | 火曜 3:00 - 3:30（月曜深夜） | BS11       | 日本全域 | BS放送 / 『ANIME+』枠                |

| 配信配信日    | 更新時間                     | 配信サイト |
| ------------- | ---------------------------- | --- |
| 2017年7月13日 | 木曜 12:00 更新              | dアニメストア |
| 2017年7月20日 | 木曜 更新                    | ニコニコチャンネル GYAO!ストア 楽天TV ひかりTV バンダイチャンネル アニメ放題 J:COMオンデマンド ビデオパス Amazonビデオ FOD PlayStation Video DMM.com ビデオマーケット ムービーフルPlus HAPPY!動画 |
| 2017年7月21日 | 金曜 1:00 - 1:30（木曜深夜） | AbemaTV |

中国ではbilibili・iQIYIにて配信。

### BD / DVD
| 巻 | 発売日         | 収録話         | 規格品番  | 規格品番   |
| 巻 | 発売日         | 収録話         | BD限定版  | DVD限定版  |
| -- | -------------- | -------------- | --------- | ---------- |
| 1  | 2017年9月27日  | 第1話 - 第2話  | KAXA-7561 | KABA-10561 |
| 2  | 2017年10月25日 | 第3話 - 第4話  | KAXA-7562 | KABA-10562 |
| 3  | 2017年11月29日 | 第5話 - 第6話  | KAXA-7563 | KABA-10563 |
| 4  | 2017年12月22日 | 第7話 - 第8話  | KAXA-7564 | KABA-10564 |
| 5  | 2018年1月24日  | 第9話 - 第10話 | KAXA-7565 | KABA-10565 |

### Webラジオ
『はじめてのギャル がっきゅとあやち☺はじめてのラジオ』は、2017年7月10日から9月25日まで毎週月曜に音泉より配信されたWebラジオ。パーソナリティは八女ゆかな役の長久友紀と香椎結衣役の竹達彩奈。